# Hotarele (okręg Giurgiu)
Hotarele – wieś w Rumunii, w okręgu Giurgiu, w gminie Hotarele. W 2011 roku liczyła 3939 mieszkańców.